# الجعافرة (الطلوح)
الجعافرة هي إحدى مشيخات المملكة المغربية، تتبع جغرافيا لإقليم الرحامنة وإداريًا لالطلوح. يقدر عدد سكانها بـ 10970 نسمة حسب الإحصاء الرسمي للسكان والسكنى لسنة 2004.